# Doscientos cincuenta y seis
El doscientos cincuenta y seis (256) es el número natural que sigue al doscientos cincuenta y cinco y precede al doscientos cincuenta y siete.

## Propiedades matemáticas
- Es un número compuesto, que tiene los siguientes factores propios
- Es el cuadrado de 16, la cuarta potencia de 4 y la octava potencia de 2.